# Lost Songs (Anberlin-album)
Lost Songs är ett samlingsalbum med  det amerikanska alternativ rock-bandet Anberlin. Det utgavs 20 november 2007. Albumet är en samling av covers, tidigare osläppta låtar och akustiska versioner. Albumet innehåller in bara nytt, då många av låtarna funnits med på specialutgåvor av bandets tidigare album och andra samlingar.

## Låtlista
1. 'The Haunting" (Cities B-Sida) - 5:49
2. "Uncanny"  (Cities: Specialutgåva) - 3:27
3. "Like a Rolling Stone" (Listen to Bob Dylan: A Tribute) (Bob Dylan-cover) - 3:44
4. "A Day Late (Acoustic)" (Purevolume-exklusiv) - 4:15
5. "Enjoy the Silence" (Punk Goes 90's-samling) (Depeche Mode-cover) - 3:30
6. "Cadence" (Acoustic) - 3:29
7. "Downtown Song" (Never Take Friendship Personal B-Sida) - 2:59
8. "There Is a Light That Never Goes Out" (Cities: Specialutgåva) (The Smiths-cover) - 4:15
9. "Dismantle.Repair." (Akustisk) - 4:34
10. "The Promise"  (Cities: Specialutgåva) (When in Rome-cover) - 3:14
11. "Naïve Orleans" (Akustisk) - 3:40
12. "Inevitable" (AOL Sessions Under Cover) - 3:46
13. "The Unwinding Cable Car" (AOL Sessions Under Cover) - 4:29
14. "Creep" (AOL Sessions Under Cover)(Radiohead-cover) - 4:16
15. "Baby Please Come Home" (Happy Christmas Vol. 4) - 2:43
16. "Ready Fuels" (Demo) - 3:48
17. "Driving (Autobahn)" (Demo) - 3:58
18. "Everywhere in Between" (Demo) - 3:29
19. "Hidden Track" (Glass to the Arson MIDI) - 3:30